# U-Bahnhof Centrum
Der U-Bahnhof Centrum  ist eine stark frequentierte Station der Linie M1 der Warschauer Metro im Stadtteil Śródmieście.
Die Station liegt unterhalb der südöstlichen Ecke des Plac Defilad neben dem Kreisverkehr Rondo Dmowskiego, an dem sich die beiden Hauptverkehrsstraßen Ulica Marszałkowska und Aleje Jerozolimskie kreuzen. In 200 Meter Entfernung vom Hauptzugang zur Station befindet sich der Kulturpalast. Der U-Bahnhof ist in ein enges Netz des öffentlichen Personennah- und Fernverkehrs eingebunden: oberhalb des U-Bahnhofs liegt eine Kreuzung mehrerer Straßenbahnlinien (4, 7, 9, 15, 18, 22, 24, 25 und 35) mit den Haltestellen Centrum 7, 8, 9 und 10. Ebenso befinden sich Haltestellen verschiedener städtischer (109, 117, 127, 128, 131, 501, 519, 520, 522, 525, N25, N31, N37, N81) und überregionaler Buslinien an der Oberfläche. In Entfernung zwischen 200 und 700 Metern liegen die unterirdischen Nahverkehrsbahnhöfe Warszawa Śródmieście und Warszawa Śródmieście WKD sowie der Fernverkehrsbahnhof Warzawa Centralna. Die Verbindung zwischen diesen Bahnhöfen erfolgt über Fußgängertunnel. Die Anlage einer an das bestehende Fußgängertunnelsystem anschließenden Verbindung zum Bahnhof Warszawa Śródmieście ist geplant.
Die U-Bahn-Anlage verfügt über zwei unterirdische Ebenen: in der oberen Ebene befindet sich ein Bereich für Einzelhandel und Dienstleistungsanbieter, hier liegen auch nichtöffentliche Bereiche; im tieferliegenden Stockwerk befindet sich die beiden je sieben Meter breiten und 120 Meter langen Seitenbahnsteige mit den beiden Gleisen. Es gibt vier Zugänge zur Station, die mit Rolltreppen ausgestattet sind. Der meistgenutzte Zugang befindet sich an einem tiefliegenden, rund 1000 Quadratmeter großen Platz an der Unterführung des Rondo Dmowskiego, der als „Patelnia“ (deutsch: Pfanne) bezeichnet wird und ein beliebter Ort für Angebote fliegender Händler, Darbietungen aller Art sowie Handel mit auch illegalen Waren ist.
Der Bahnhof gehört mit einer Bahnsteigtiefe von 15 Metern zu den tiefsten Stationen der Warschauer Metro, da an dieser Stelle eine ebenfalls unterirdisch verlaufende Eisenbahntrasse unterquert werden musste. Die in den 1920er Jahren gebaute und im Tunel Średnicowy verlaufende Linia Średnicowa der Polskie Koleje Państwowe verbindet die Warschauer Bahnhöfe im Osten und im Westen der Weichsel. Sie verläuft unter dem Rondo Dmowskiego, an dem sich drei verschiedene Schienenverkehrssysteme auf verschiedenen Ebenen kreuzen: Straßenbahnkreuzung (an der Oberfläche), viergleisige Eisenbahntrasse (im Tunnel darunter) und zweigleisige U-Bahn (im tieferliegenden Tunnel).
Der U-Bahnhof wurde am 26. Mai 1998 eröffnet. Chefarchitektin der Anlage war Jasna Strzałkowska-Ryszka. Die Station Centrum war bei Inbetriebnahme der nördliche Endpunkt der M1-Strecke und mit der bereits im April 1995 eröffneten Station Politechnika (Entfernung 577 Meter) verbunden. Am 11. Mai 2001 erfolgte eine weitere Streckenverlängerung nach Norden zur 1450 Meter entfernten Station Świętokrzyska.